# Lista kanałów lokalnych NBC
NBC – stacja posiadająca 10 kanałów, których jest właścicielem i ok. 200 stacji, wykorzystujących program NBC i wizerunek tej sieci jednocześnie nie będąc jej O&O (NBC owned-and-operated station – stacja należąca i zarządzana przez NBC). Lista ta jest posortowana według nazwy stanu. Numery podane obok nazw oznaczają jego wirtualną pozycję na liście kanałów w multipleksie naziemnej telewizji cyfrowej.
Pogrubiona nazwa kodowa kanału oznacza, że jego właścicielem jest NBC.

## Stany Zjednoczone

### Alabama
- Birmingham – WVTM-TV 13
- Huntsville – WAFF 48
- Mobile – WPMI-TV 15
- Montgomery – WSFA-TV 12

### Alaska
- Anchorage – KTUU-TV 2
- Fairbanks – KTVF-TV 11
- Juneau – KATH-LP 5
- Sitka – KSCT-LP 5 (retransmisja KATH-LP)
  - Niektóre programy NBC są nadawane przez ARCS.

### Arizona
- Flagstaff – KNAZ-TV 2 (retransmisja KPNX)
- Mesa (Phoenix) – KPNX 12
- Tucson – KVOA-TV 4
- Yuma – KYMA 11

### Arkansas
- El Dorado – KTVE-TV 10
- Little Rock – KARK-TV 4
- Rogers (Fayetteville) – KNWA-TV 51

### Connecticut
- New Britain (Hartford-New Haven) – WVIT 30

### Dakota Południowa
- Mitchell – KDLV 5 (retransmisja KDLT)
- Rapid City – KNBN 21
- Sioux Falls – KDLT 46

### Dakota Północna
- Bismarck – KFYR-TV 5
- Dickinson – KQCD-TV 7
- Fargo – KVLY-TV 11
- Minot – KMOT-TV 10
- Williston – KUMV-TV 8

### Delaware
- NBC nie nadaje w stanie Delaware żadnych kanałów lokalnych

### Dystrykt Kolumbii
- Waszyngton – WRC-TV 4

### Floryda
- Daytona Beach – WESH 2
- Fort Myers – WBBH-TV 20
- Gainesville – WNBW 9
- Jacksonville – WTLV 12
- Miami – WTVJ 6
- Panama City – WJHG-TV 7
- Tallahassee – WTWC-TV 40
- Tampa – WFLA-TV 8
- West Palm Beach – WPTV 5

### Georgia
- Albany – WALB-TV 10
- Atlanta – WXIA-TV 11
- Augusta – WAGT 26
- Columbus – WLTZ-TV 38
- Macon – WMGT-TV 41
- Savannah – WSAV-TV 3

### Hawaje
- Hilo – KHBC-TV 2 (retransmisja KHNL)
- Honolulu – KHNL 13
- Wailuku – KOGG 15 (retransmisja KHNL)

### Idaho
- Boise – KTVB 7
- Pocatello – KPVI 6
- Twin Falls – KTFT 38 (retransmisja KTVB)

### Illinois
- Chicago – WMAQ-TV 5
- Decatur – WAND-TV 17
- Peoria – WEEK-TV 25
- Quincy – WGEM-TV 10
- Rockford – WREX-TV 13

### Indiana
- Evansville – WFIE 14
- Fort Wayne – WISE-TV 33
- Indianapolis – WTHR 13
- South Bend – WNDU-TV 16
- Terre Haute – WTWO 2

### Iowa
- Davenport – KWQC-TV 6
- Des Moines – WHO-TV 13
- Sioux City – KTIV 4
- Waterloo – KWWL-TV 7

### Kalifornia
- Bakersfield – KGET-TV 17
- Chico – KNVN 24
- Eureka – KIEM-TV 3
- Fresno – KSEE 24
- Los Angeles – KNBC 4
- Palm Springs – KMIR-TV 36
- Sacramento – KCRA-TV 3
- Salinas – KSBW 8
- San Diego – KNSD 39
- San Jose – KNTV 11
- San Luis Obispo – KSBY 6

### Kansas
- Garden City – KSNG 11 (retransmisja KSNW)
- Great Bend – KSNC 2 (retransmisja KSNW)
- Salina – KSNL-LD 47 (retransmisja KSNW)
- Topeka – KSNT-TV 27
- Wichita – KSNW 3

### Karolina Południowa
- Charleston – WCBD-TV 2
- Columbia – WIS-TV 10
- Greenville – WYFF-TV 4
- Myrtle Beach – WMBF-TV 32

### Karolina Północna
- Charlotte – WCNC-TV 36
- Goldsboro (Raleigh-Durham) – WNCN 17
- Waszyngton – WITN-TV 7
- Wilmington – WECT 6
- Winston-Salem – WXII 12

### Kentucky
- Bowling Green – WNKY 40
- Lexington – WLEX-TV 18
- Louisville – WAVE-TV 3
- Paducah – WPSD-TV 6

### Kolorado
- Denver – KUSA-TV 9
- Grand Junction – KKCO 11
- Pueblo – KOAA-TV 5

### Luizjana
- Alexandria – KALB-TV 5
- Baton Rouge – WVLA-TV 33
- Lake Charles – KPLC-TV 7
- Nowy Orlean – WDSU-TV 6

### Maine
- Bangor – WLBZ-TV 2
- Portland – WCSH-TV 6

### Maryland
- Baltimore – WBAL-TV 11
- Hagerstown – WHAG-TV 25

### Massachusetts
- Boston – WHDH-TV 7
- Springfield – WWLP 22

### Michigan
- Cheboygan – WTOM-TV 4 (retransmisja WPBN-TV)
- Detroit – WDIV 4
- Grand Rapids – WOOD-TV 8
- Jackson (Lansing) – WILX-TV 10
- Marquette – WLUC-TV 6
- Saginaw – WEYI-TV 25
- Traverse City – WPBN-TV 7

### Minnesota
- Chisholm – KRII 11 (częściowa retransmisja KBJR-TV, Superior (WI))
- Minneapolis – KARE 11
- Rochester – KTTC 10

### Mississippi
- Jackson – WLBT 3
- Laurel – WDAM-TV 7
- Meridian – WGBC 30
- Tupelo – WTVA 9

### Missouri
- Columbia – KOMU-TV 8
- Joplin – KSNF-TV 16
- Kansas City – KSHB-TV 41
- Saint Louis – KSDK 5
- Springfield – KYTV 3

### Montana
- Billings – KULR-TV 8
- Butte – KTVM-TV 6
- Great Falls – KBGF-LP 50 (retransmisja KTVH)
- Havre – KBBJ 9 (retransmisja KTVH)
- Helena – KTVH 12
- Kalispell – KCFW-TV 9 (retransmisja KECI-TV)
- Lewistown – KBAO 13 (retransmisja KTVH)
- Miles City – KYUS-TV 3
- Missoula – KECI-TV 13

### Nebraska
- Hastings – KHAS-TV 5
- McCook – KSNK 8 (retransmisja KSNW, Wichita (Kansas))
- North Platte – KNOP-TV 2
- Omaha – WOWT 6

### Nevada
- Elko – KENV 10 (retransmisja KRNV)
- Las Vegas – KSNV-DT 3
- Reno – KRNV 4

### New Hampshire
- w stanie New Hampshire NBC nie nadaje żadnych kanałów lokalnych

### New Jersey
- Wildwood (Atlantic City) – WMGM-TV 40

### Nowy Meksyk
- Albuquerque – KOB-TV 4
- Farmington – KOBF-TV 12 (retransmisja KOB-TV)
- Roswell – KOBR-TV 8 (retransmisja KOB-TV)
- Silver City – KOBG-TV 6 (retransmisja KOB-TV)

### Nowy Jork
- Albany – WNYT 13
- Binghamton – WBGH-CA 20
- Buffalo – WGRZ-TV 2
- Elmira – WETM-TV 18
- Nowy Jork – WNBC-TV 4
- North Pole (Plattsburgh) – WPTZ 5
- Rochester – WHEC-TV 10
- Syracuse – WSTM-TV 3
- Utica – WKTV 2

### Ohio
- Cincinnati – WLWT 5
- Cleveland – WKYC-TV 3
- Columbus – WCMH-TV 4
- Dayton – WDTN 2
- Lima – WLIO 8
- Steubenville – WTOV-TV 9
- Toledo – WNWO 24
- Youngstown – WFMJ-TV 21
- Zanesville – WHIZ-TV 18

### Oklahoma
- Ada – KTEN 10
- Oklahoma City – KFOR-TV 4
- Tulsa – KJRH-TV 2

### Oregon
- Bend – KTVZ 21
- Coos Bay – KMCB 23
- Eugene – KMTR-TV 16
- Klamath Falls – KOTI-TV 2
- Medford – KOBI-TV 5
- Portland – KGW-TV 8
- Roseburg – KTCW-TV 46

### Pensylwania
- Erie – WICU-TV 12
- Johnstown – WJAC-TV 6
- Lancaster – WGAL-TV 8
- Philadelphia – WCAU-TV 10
- Pittsburgh – WPXI 11
- Wilkes-Barre – WBRE-TV 28

### Rhode Island
- Providence – WJAR-TV 10

### Teksas
- Abilene – KRBC-TV 9
- Amarillo – KAMR-TV 4
- Austin – KXAN-TV 36
- Beaumont – KBMT-DT 12.2
- Big Spring – KWAB-TV 4 (retransmisja KWES-TV)
- Brownsville – KVEO-TV 23
- Corpus Christi – KRIS-TV 6
- El Paso – KTSM-TV 9
- Fort Worth – KXAS-TV 5
- Houston – KPRC-TV 2
- Laredo – KGNS-TV 8
- Llano – KXAM-TV 14 (retransmisja KXAN-TV)
- Lubbock – KCBD-TV 11
- Odessa – KWES-TV 9
- San Angelo – KSAN-TV 3
- San Antonio – WOAI-TV 4
- Temple – KCEN-TV 6
- Texarkana – KTAL-TV 6
- Tyler – KETK-TV 56
- Victoria – KMOL-LP 17
- Wichita Falls – KFDX-TV 3

### Tennessee
- Chattanooga – WRCB-TV 3
- Knoxville – WBIR-TV 10
- Memphis – WMC-TV 5
- Nashville – WSMV 4

### Utah
- Salt Lake City – KSL-TV 5

### Vermont
- Hartford – WNNE 31 (retransmisja WPTZ, North Pole (N.Y.))

### Waszyngton
- Richland – KNDU 25 (retransmisja KNDO)
- Seattle – KING-TV 5
- Spokane – KHQ-TV 6
- Yakima – KNDO 23

### Wirginia
- Bristol – WCYB-TV 5
- Charlottesville – WVIR-TV 29
- Portsmouth – WAVY-TV 10
- Richmond – WWBT 12
- Roanoke – WSLS-TV 10

### Wirginia Zachodnia
- Bluefield – WVVA 6
- Clarksburg – WBOY-TV 12
- Huntington – WSAZ-TV 3
- Parkersburg – WTAP-TV 15

### Wisconsin
- Eau Claire – WEAU-TV 13
- Green Bay – WGBA-TV 26
- Madison – WMTV 15
- Milwaukee – WTMJ-TV 4
- Rhinelander – WJFW-TV 12
- Superior – KBJR-TV 6

### Wyoming
- Casper – KCWY 13

## Inne miejsca

### Samoa Amerykańskie
- Pago Pago – KKHJ-LP 30

### Aruba
- Oranjestad – ATV 15

### Bermudy
- Hamilton – VSB-TV 11

### Guam
- Hagåtña – KUAM-TV 8

### Mariany Północne
- Saipan – WSZE 10 (retransmisja satelitarna KUAM-TV)

### Wyspy Dziewicze Stanów Zjednoczonych
- Charlotte Amalie – WVGN-LP 14

### Filipiny
- Metro Manila – różne retransmisje sygnału KING-TV z Seattle.